# Ángela Vallvey
Ángela Vallvey Arévalo (San Lorenzo de Calatrava,Ciudad Real, 1964) é uma escritora espanhola.
Estudou história contemporânea na Universidade de Granada, e filosofia e antropologia.
Começou a escrever literatura infantil e, depois, poesia. Colabora com vários programas de televisão e rádio (Herrera en la onda, Madrid opina e Las mañanas de cuatro)

## Prêmios
- Prémio Jaén de Poesia (1999) com El tamaño del universo
- Prémio Nadal LVII (2002) com Los estados carenciales.
- Finalista do Prémio Planeta (2008) com Muerte entre poetas